# Finox
Die Finox AG ist ein weltweit als Finox Biotech am Markt auftretendes Schweizer Biotechnologieunternehmen, das im Segment der Biosimilar tätig ist. Unternehmenssitz ist Burgdorf BE, das Finox Biotech HQ sitzt in Kirchberg BE. Das 2007 gegründete Unternehmen ist, wie alle anderen Unternehmen der Finox-Gruppe, seit Juni 2016 eine hundertprozentige Tochtergesellschaft des ungarischen Pharmakonzerns Gedeon Richter.

## Geschichte
Finox Biotech wurde 2007 von Willy Michel gegründet, der mittelbar über die von ihm kontrollierte Beteiligungsgesellschaft BV Holding bis Juni 2016 Hauptaktionär war. Im Juni 2016 erwarb der ungarische Pharmakonzern Gedeon Richter die Schweizer Finox Holding AG nebst allen Beteiligungen (Finox AG und alle ausländischen Gesellschaften) zu einhundert Prozent.

## Tätigkeitsgebiet
Die Finox Biotech widmet sich der Kinderwunschbehandlung.
Das erste – auf Veranlassung der Europäischen Arzneimittel-Agentur (EMA) – von der EU-Kommission europaweit zugelassene Präparat von Finox Biotech ist Bemfola. Bemfola enthält den biotechnologisch hergestellten Wirkstoff Follitropin alfa, oder auch follikelstimulierendes Hormon (FSH) genannt. Dieses Hormon wird als Medikament im Rahmen einer Behandlung bei ungewollter Kinderlosigkeit aufgrund von Unfruchtbarkeit (Infertilität) zur Stimulierung der weiblichen Eizellen eingesetzt. Als Biosimilar (Nachfolgeprodukt eines Biopharmazeutikums, dessen Patentschutz abgelaufen ist) entspricht Bemfola einem bereits in der EU zugelassenen biologischen Arzneimittel. Das Referenzarzneimittel für Bemfola ist GONAL-f von Merk Serono.